# Martin Engelien

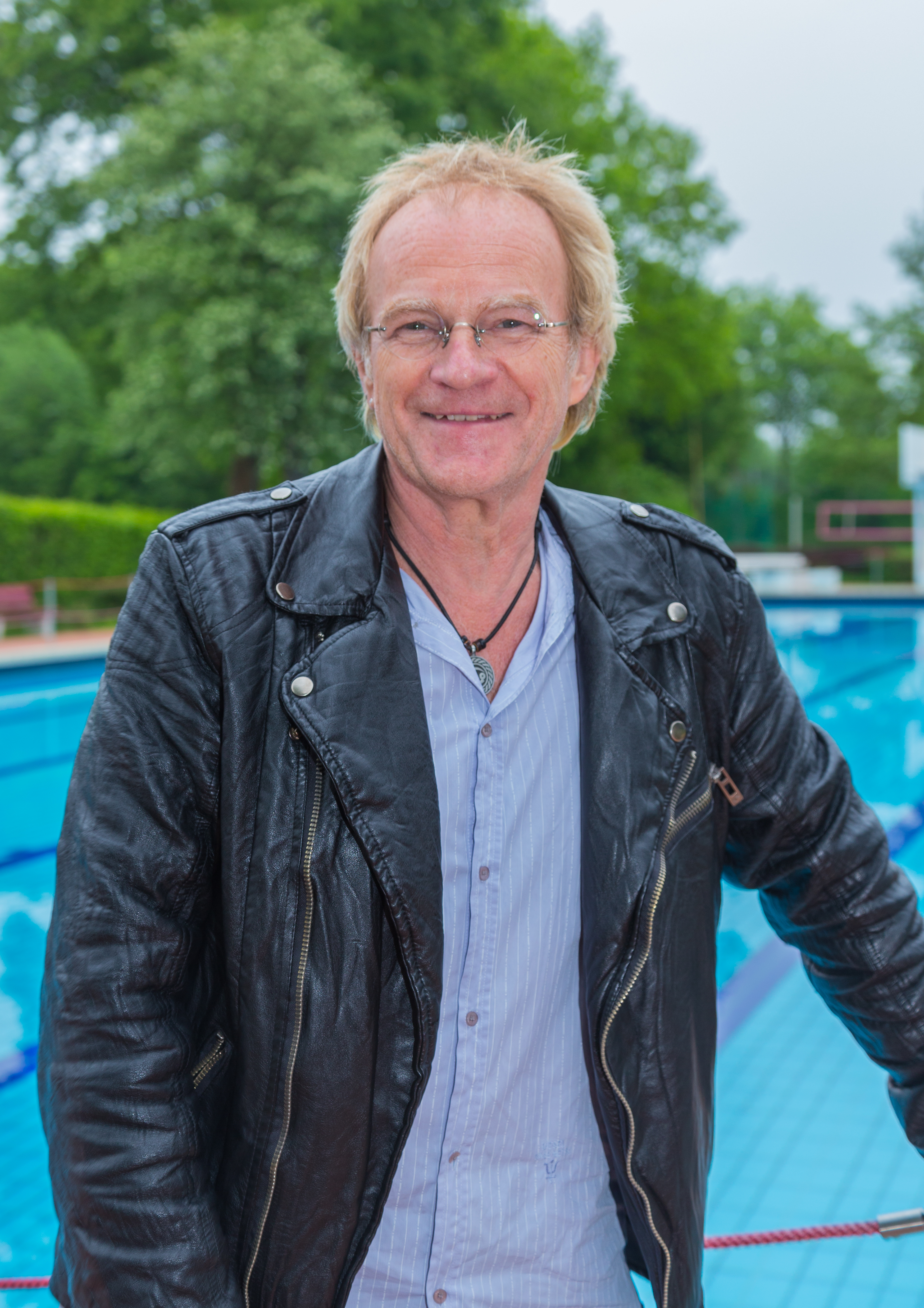
Martin Engelien (2016)

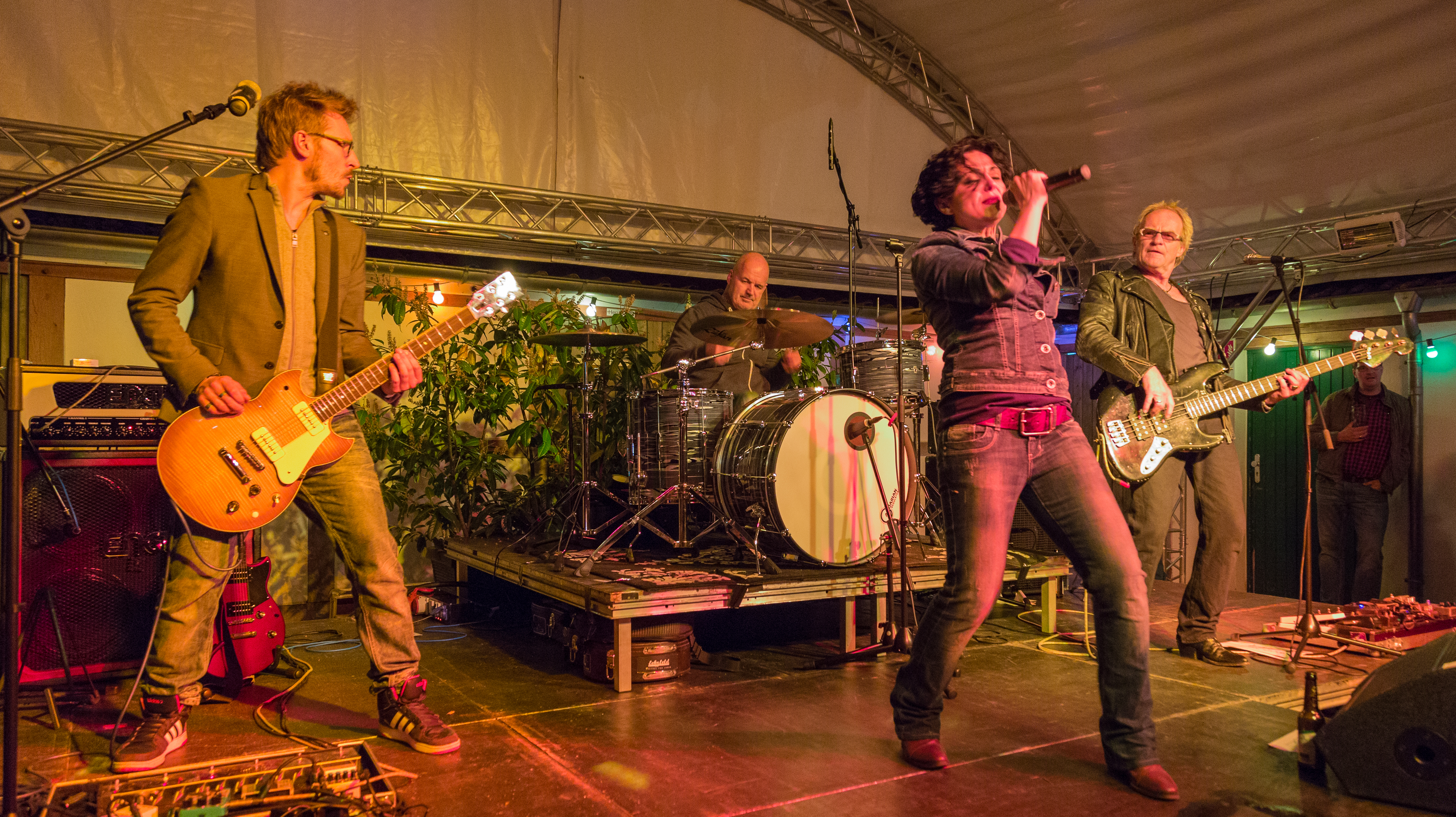
Martin Engelien (rechts) bei einem Konzert der „Go Music 20th Anniversary Jubilee Tour“ 2016 in Laggenbeck auf der Bühne mit (von links) Dennis Hormes, Berni Bovens und Sylvia González Bolívar.

Martin Engelien (* in Essen-Steele) ist ein deutscher Bassist und Musikproduzent. Bekanntheit erlangte er als Bassist der Klaus Lage Band mit dem Lied 1000 und 1 Nacht (1984).

## Werdegang
Martin Engelien wuchs in seinem Geburtsort Steele auf, wo seine Eltern das Schuh-Fachgeschäft Engelien am Isinger Tor führten. Er besuchte das Carl-Humann-Gymnasium, wo er auch sein Abitur ablegte.
Vor der Gründung der Klaus Lage Band arbeitete Engelien mit Musikern wie z. B.: Helge Schneider, Thijs van Leer, Toto Blanke oder Peter Bursch.
1983 war er ein Gründungsmitglied der Klaus Lage Band und wurde später zum musikalischen Leiter der Band. Er produzierte darüber hinaus einige ihrer Alben.
Den musikalischen Durchbruch erlebte die Band im Jahr 1984 mit dem Hit 1000 und 1 Nacht. Im Verlauf seiner Zeit bei Klaus Lage bekam er ein Platinalbum und drei goldene Schallplatten. Es folgten weitere Auszeichnungen wie etwa die zum „Bassisten des Jahres“, zur „Band des Jahres“ oder zum „Lied des Jahres“. Martin Engelien ist für die Filmmusik der beiden „Schimanski“-Filme mitverantwortlich gewesen.
Engelien produzierte CDs, führte Bandcoaching-Seminare durch und spielt jährlich auf der Musikmesse in Frankfurt. Er war zehn Jahre ständiger Dozent in der Sommerakademie Remscheid. Von 1984 bis 1995 war Martin Engelien Endorser für Warwick-Bässe. In den Jahren von 1991 bis 1995 war er Produktmanager und Chefentwickler des Warwick-Bassverstärkerprogramms. 2001 gründete er das Label A1 Records und den Verlag Flower-Town-Music. Von 2002 bis 2007 war er Produktberater und Bass-Clinician bei Behringer und wechselte dann zu Marshall. Seit März 2008 ist er Endorser für Music-Man-Bässe.
Er schrieb zudem das Basslehrbuch Electric Bass Basics, das 2008 im Voggenreiter Verlag erschien.